# Howard Davies (réalisateur)
Pour les articles homonymes, voir Howard Davies (homonymie) et Davies.
 (septembre 2016).
Si vous disposez d'ouvrages ou d'articles de référence ou si vous connaissez des sites web de qualité traitant du thème abordé ici, merci de compléter l'article en donnant les références utiles à sa vérifiabilité et en les liant à la section « Notes et références ».
Stephen Howard Davies (né le 26 avril 1945, et mort le 25 octobre 2016) est un metteur en scène de théâtre et un réalisateur britannique.

## Biographie
Stephen Howard Davies, fils d'un mineur, est né à Durham, en Angleterre, il a étudié à l'Université de Durham et à l'Université de Bristol, où il a développé une admiration pour les œuvres de Bertolt Brecht.
Au début des années 1970, Davies a beaucoup travaillé avec la Bristol Old Vic et la Birmingham Repertory Theatre (en), et comme directeur adjoint pour la Royal Shakespeare Company, où il a dirigé Les Liaisons dangereuses, Macbeth, et Troilus and Cressida. Il a également beaucoup travaillé pour le Royal National Theatre, ses projets incluent Hedda Gabler, La Maison de Bernarda Alba, Pygmalion, Le Creuset, Le Shaughraun et Paul, et lorsqu'il a dirigé La Cerisaie d'Anton Tchekhov, créé en mai 2011 et diffusé le 30 juin 2011 dans le cadre du National Theatre Live. Au Almeida Theatre, il a réalisé Who's Afraid of Virginia Woolf ? et The Play About the Baby (en), alors qu'au Hampstead Theatre (en), il a dirigé la première de 2012 de 55 Days (en).
Ses mises en scène incluent Idomeneo, L'italiana in Algeri, Eugène Onéguine, et I due Foscari, et il a dirigé la pièce d'après l'opéra After Aida en 1985-1986 au Pays de Galles et à l'Old Vic Theatre.
Les mises en scène qu'il a réalisées au West End theatre lui ont valu le Laurence Olivier Award du meilleur réalisateur pour The Iceman Cometh, All My Sons et La Garde blanche, le Circle Award London Critics du Meilleur Réalisateur pour Mourning becomes Electra et The Iceman Cometh, et le Evening Standard Award du Meilleur Réalisateur pour All My Sons et Flight.
Davies a fait ses débuts à Broadway avec Piaf en 1981. D'autres réalisations à Broadway comprennent Les Liaisons dangereuses, la Renaissance en 1990 de La Chatte sur un toit brûlant, la reprise en 1993 de My Fair Lady, Translations, la Renaissance de 1999 de The Iceman Cometh, le renouvellement de 2002 de Private Lives et la Renaissance de 2007 de A Moon for the Misbegotten. Il a été nommé trois fois pour le Tony Award pour la meilleure réalisation d'une pièce, et trois fois pour le Drama Desk Award pour la direction exceptionnelle d'une pièce de théâtre, en remportant une pour Les Liaisons dangereuses.
Davies a réalisé pour la télévision Copenhague et Bleu/Orange (en) et le long métrage de cinéma The Secret Rapture (en).
Il a été nommé Commandeur de l'Ordre de l'Empire britannique (CBE) en 2011 pour New Year Honours for services to drama.
Davies était marié à l'actrice Clare Holman (en).